# الأول. بي. لاينغ
الأول. بي. لاينغ هو سياسي أمريكي، ولد في 27 سبتمبر 1857 في فرونت رويال في الولايات المتحدة، وتوفي في 29 أكتوبر 1926 في مقاطعة تيلاموك في الولايات المتحدة. انتخب عضو مجلس نواب واشنطن ‏.